# Cindy (Cendrillon 2002)
Cindy: Cendrillon 2002 è un musical francese di Luc Plamondon, musicato da Romano Musumarra, rappresentato tra 2002 e 2003 in Francia. Si tratta della rivisitazione della fiaba di Cenerentola rivista in chiave moderna.

## Trama

### Entr'acte
Da bambina, Cindy ascolta da suo padre Ronan la leggenda di Rose LaTulipe, la quale, dopo aver disobbedito al padre e aver ballato oltre la mezzanotte con uno sconosciuto, era andata all'inferno: Ronan ammonisce Cindy dicendole che, quando sarà grande e andrà a un ballo, dovrà tornare entro la mezzanotte. L'uomo inoltre le insegna a ballare la giga, una danza tipica del suo paese.

### Atto I
Divenuta una giovane donna, Cindy vive con la matrigna Palma e le sorellastre Petula e Tamara da quando Ronan è morto in un incidente aereo. Le tre donne la costringono a fare le pulizie nel loro squallido appartamento, mentre loro passano la giornata a guardare la TV e ad ascoltare canzoni rock; il suo unico amico è un senzatetto, Malcom, segretamente innamorato di lei. Cindy è nata dalla relazione clandestina di Ronan con Candela, una Cubana minorenne; questa amara verità è l'unica cosa che suo padre le ha lasciato, assieme a un anello a forma di stella.
Ricky Rolling, la più famosa rockstar del paese, darà una festa in occasione del suo compleanno presso la discoteca Galaxy. Jack, il suo impresario, vorrebbe che in quell'occasione lui ufficializzasse il suo fidanzamento con Judy, modella favorita dell'eccentrico stilista Gontrand; in realtà Ricky non è innamorato della donna, perciò domanda all'impresario di invitare alla festa tutte le ragazze della città: la più bella diventerà la sua fidanzata. Anche Palma e le sue figlie vengono invitate: sperando di potersi riscattare col matrimonio di una delle figlie, Palma vieta a Cindy di partecipare alla festa, e si reca da Gontrand. Lo stilista è in debito con lei, poiché in passato lei lo aveva aiutato a diventare famoso, così si trova costretto a prestare loro degli abiti di alta moda per la serata; quando Cindy li va a ritirare, Gontrand è colpito dalla sua bellezza, e le propone di partecipare alla festa di Ricky sotto le spoglie di una misteriosa principessa orientale. Mentre si trova all'atelier di Gontrand, Cindy assiste a una sfilata durante la quale Judy annuncia il proprio ritiro, accusando Ricky di averla spinta col suo rifiuto all'abuso di droghe.
Arriva la sera della festa di Ricky. Mentre le fanciulle tentano di sedurre il cantante arriva Cindy, che colpisce tutti per la sua avvenenza; Ricky avvicina subito la misteriosa fanciulla, suscitando l'invidia di Petula e Tamara e la gelosia di Judy. Quando Cindy balla la giga, Ricky (anche lui irlandese come Ronan) se ne innamora, ma prima che si possano baciare scatta la mezzanotte: ricordando l'ammonimento di suo padre Cindy scappa, perdendo nella concitazione l'anello a stella.

### Atto II
Tornata a casa, Cindy comprende di essere a sua volta innamorata di Ricky; quando le sorellastre tornano a casa, raccontano però che il cantante si è subito dimenticato della misteriosa principessa, gettando la ragazza nella disperazione. In realtà Ricky, incapace di togliersi dalla mente Cindy, ha organizzato un'audizione rivolta alle ragazze che sappiano ballare la giga: Cindy si offre di insegnare alle sorellastre la danza, a patto che anche lei possa partecipare al casting. Quando Ricky la vede danzare riconosce in lei la ragazza della festa, e le riconsegna l'anello, dichiarandole il suo amore.
Il fidanzamento di Ricky e Cindy scatena molteplici reazioni: Tamara scappa di casa e si dà ai rave party; Petula incontra Malcom, e i due scappano insieme; Palma, rimasta sola, decide di riprendere la sua carriera da disco-queen. Intanto Judy impazzisce di gelosia, e dopo aver tentato invano di riconquistare Ricky si uccide iniettandosi una dose letale di eroina. Sconvolta, Cindy fugge in un luogo misterioso, la Grande Quercia: se lui non la ritroverà. Ricky però ama davvero Cindy, e per lei rinuncia al suo tour mondiale; guidato dallo spirito di Ronan, riesce a trovarla e la chiede in moglie.
Al ricevimento di nozze, Cindy perdona le sorellastre e la matrigna e ringrazia Gontrand, Jack capisce che Ricky deve seguire il suo cuore e non la fama. Ricky inoltre riesce a rintracciare Candela, che partecipa alla festa. Benedetti dagli spiriti di Ronan e Judy, i due si sposano e partono per una luna di miele nello spazio.

## Personaggi e interpreti
- Cindy, interpretata da Lââm: è la protagonista della storia. Ha appena compiuto 16 anni ed è il frutto della relazione clandestina tra Ronan e Candela, una minorenne cubana. Dopo la morte di suo padre vive con la matrigna Palma e le sorellastre Petula e Tamara, le quali la costringono a lavorare come una schiava e le fanno dispetti. Appena può, Cindy scappa di casa e va a rifugiarsi nelle zone più buie della città: per questo viene chiamata "Cenerentola dei sobborghi". Tuttavia ella non è passiva e obbediente come la sua omonima fiabesca, ma ha un carattere ribelle e ostinato.
- Ronan, interpretato da Murray Head: pilota di Concorde di origine irlandese, è il padre di Cindy. Per sua stessa ammissione, è stato incapace di amare davvero una donna, e ne aveva una in ogni paese che toccava con il suo aereo. Sua figlia Cindy è l'unica persona che abbia mai amato: Candela, la madre di Cindy, fu abbandonata quando gli confessò di essere incinta, e anche Palma fu sposata solo per dare una famiglia alla bambina. In seguito a un furibondo litigio con Cindy (che gli rimproverava di averle tenuto nascosta l'identità di sua madre) morì in un incidente aereo al largo di Capo Verde. Da allora Ronan è la guida spirituale di Cindy, e la assisterà dall'alto lungo tutta la storia.
- Palma, interpretata da Patsy Gallant: ex disco-Queen degli anni '70 in declino da tempo, Palma conobbe Ronan dopo il divorzio dal primo marito e lo sposò per interesse, ma finì per innamorarsene e non gli perdonò mai di aver amato Candela e Cindy più di lei stessa (è questo il motivo dei maltrattamenti). Quando Ronan morì, ne fu devastata e pensò di suicidarsi uccidendo anche Petula e Tamara. Quando Cindy e le figlie la lasceranno per seguire i loro amori, Palma ne approfitterà per riprendere la sua carriera da Disco Queen.
- Petula e Tamara, interpretate da Carine e Assia: sono le sorellastre di Cindy. Palma ha tentato di insegnar loro a ballare e cantare, ma sono entrambe viziate e passano la vita davanti alla tv. Più che odiare Cindy, le due la invidiano perché è più bella e intraprendente di loro. Alla fine della storia, Petula troverà l'amore, Tamara invece scapperà di casa dopo una depressione; tornerà per il matrimonio di Cindy, guarita e grata alla sorellastra.
- Ricky Rolling, interpretato da Frank Sherbourne: È un cantante rock di fama mondiale. Originario di Manchester, dove si esibiva in bettole infime per pochi soldi arrivando anche a spogliarsi, approdò in Francia dove ebbe successo grazie al suo impresario Jack. La fama gli darà alla testa: quando conosce Judy se ne innamora, ma di fronte alla sua dipendenza dall'eroina rifiuterà di fidanzarsi ufficialmente con lei. Conosciuta Cindy, Ricky dovrà scegliere tra la fama e il vero amore.
- Candela interpretata da Kristel Adams: Prostituta cubana, è stata amante di Ronan ed è la vera madre di Cindy. Quando confessò all'uomo di essere incinta lui la abbandonò, salvo poi accettare di prendersi cura di Cindy. Lei poco dopo abbandonò il mestiere e sposò un altro uomo, per poi sparire nel nulla. Ricky la rintraccerà e la inviterà al matrimonio. La stessa attrice interpreta anche Dj Kristel, una dei vocalist della discoteca Galaxy.
- Gontrand interpretato da Jean LeDuc: è l'eccentrico stilista che sostituisce la Fata Madrina della fiaba originale. Sarcastico, avido e irriverente, Gontrand ha in realtà un cuore d'oro: è lui che permette a Cindy di entrare al ballo di Ricky con l'identità di una principessa orientale sua cliente. Quando Judy muore, viene sopraffatto dal senso di colpa.
- Judy, interpretata da Judith Bèrard: modella favorita di Gontrand, sarebbe la fidanzata di Ricky, ma Ricky non l'ha mai amata davvero, tanto per il suo carattere immaturo quanto per la propensione della donna a far uso di droghe. A causa di questo, Judy lascia sia il mondo della moda che Ricky, ma non riesce comunque a fare a meno del suo amato, e ciò la porterà a una tragica fine.
- Jack, interpretato da Patrick Blouine: proprietario della casa di management "Show Business Machine", è l'impresario di Ricky. Manager senza scrupoli, non esita a trarre vantaggio dalla situazione sentimentale del suo pupillo, a costo della vita di Judy e dell'amore di Cindy. Solo quando il cantante capirà le sue macchinazioni gli darà il benservito.
- Malcom, interpretato da Jay: è un senzatetto, miglior amico di Cindy e suo confidente. Nonostante l'aria dimessa e ribelle Malcom è un ragazzo sensibile ed è innamorato di Cindy, anche se non trova il coraggio di dichiararsi. Quando Cindy si fidanzerà con Ricky ne soffrirà moltissimo, ma troverà consolazione nell'amore di Petula. Lo stesso attore interpreta anche D-Jay, vocalist della discoteca Galaxy.

## Brani
Atto 1
1. Ouverture
2. La légende de Rose Latulipe
3. Elle nous fatigue avec sa gigue
4. Quand la gigue s'est arrêtée
5. Elle radote et elle radote
6. Un homme qui passe
7. Fille du soleil
8. Un homme qui passe
9. Avant d'aller plus loin
10. Quand son avion s'est couché
11. Un homme qui passe
12. Celui que j'aimerai
13. Dis-moi comment maman
14. Sam'di soir au Galaxy
15. Ladies and gentlemen
16. Manchester
17. Ecris ta vie
18. Pour ton anniversaire
19. Rebelle
20. Ma tour de Babel
21. La haute couture fout l'camp
22. Disco Queen d'un soir
23. La star du jour
24. Du rose, du rose, du rose
25. Je veux vivre pour moi
26. K.O.
27. Je l'aime en secret
28. Le grand soir est arrivée
29. Pourquoi pas moi
30. Visite de Gontrand à Cindy
31. Welcome to the galaxy
32. Envole-moi vers les étoiles
33. Trouvez-moi celle qui connaît la danse

Atto 2
1. Cindy loves Ricky
2. Racontez-moi
3. K.O.
4. L'annonce de l'audition
5. Cindy tu vas montrer
6. L'audition (instrumental)
7. Deux femmes qui aiment le même homme
8. Rave party
9. Vivre contre un mur
10. Un ami de Cindy
11. Mon blues d'amour
12. Et moi qui me guérira
13. Fleur de fiel
14. Délivrance
15. Un monde à nous
16. Salaud
17. Adieu petite étoile filante
18. Voyage sans retour
19. Je t'attendrai sous le grand chêne
20. Aime-là
21. Cindy
22. Envole-moi vers les étoiles
23. Un monde à nous (rappel)

## Produzione e allestimento
Lo sviluppo del musical iniziò nel 2000 col titolo provvisorio di Cindy - Cinderella; il suo costo complessivo fu di circa 7 milioni di euro. Per il cast furono scelti attori esordienti del panorama musicale francese, come la cantante soul Lââm e Assia, vincitrice dell'edizione francese di Star Academy del 2001. Accanto a loro figuravano Frank Sherbourne, Murray Head e Patsy Gallant, protagonisti di alcune fortunate edizioni di Starmania, uno dei maggiori successi di Plamondon. Lo show affrontava tematiche simili a quelle presenti in tale opera, che veniva citata apertamente nei testi e in alcuni passaggi musicali. Alcuni brani sono invece rielaborazioni di precedenti musiche composte da Musumarra per i film I violentatori della notte e Les nouveaux tricheurs, entrambi del 1987.
Fu ideato un palco circolare in grado di ruotare attorno a una colonna alta otto metri e dotata di braccia meccaniche, in modo che ne venisse mostrata solo una metà mentre l'altra spariva dietro le quinte. Mentre su uno dei due semicerchi si svolgeva l'azione, su quello nascosto veniva allestita la scenografia della scena successiva. La caratterizzazione degli ambienti era molto scarna: si ricorreva più che altro a luci, tendaggi e pochissime suppellettili per la resa delle scene . I costumi erano stati disegnati da Givenchy e riprendevano nello stile quelli delle più recenti edizioni di Starmania.
Mentre il musical era ancora in produzione, parte della colonna sonora fu pubblicata in un concept album dal titolo Cindy: Cendrillon 2002, l'album original. Uscito a febbraio 2002 (sei mesi prima del debutto), esso comprendeva la versione studio di alcuni brani del musical, con un diverso arrangiamento e testi aggiuntivi; non tutto il cast finale fu coinvolto nella sua registrazione. Ne furono tratti alcuni singoli tra cui Un monde à nous, che non figurerà nella versione definitiva dello spettacolo (ma in alcune date fu cantato come bis).
La prima del musical avvenne l'11 settembre 2002 al teatro Zenith di Caen, in Normandia; il 25 settembre successivo si spostò presso il Palais des congres di Parigi, dove rimase in cartellone fino a maggio 2003. La tournée francese inizialmente prevista fu annullata.

### Accoglienza
Il musical ottenne un buon riscontro di pubblico, ma fu bocciato dalla critica, che arrivò a definirlo "il peggior musical mai prodotto in Francia": questo portò all'annullamento della tournée francese inizialmente prevista; il musical, inoltre, non fu mai più replicato. Furono comunque apprezzate la preparazione vocale degli interpreti e la performance del corpo di ballo · . 
Nel 2021 Romano Musumarra raccontò che le prove del musical erano iniziate senza che la partitura fosse stata completata e gran parte del cast definitivo scritturata: di conseguenza molti cambiamenti erano stati apportati in corso d'opera, creando gravi inconsistenze nella storia e nella caratterizzazione dei personaggi. Lââm attribuì all'insuccesso del musical l'improvviso arresto della sua carriera, pur definendolo "una bella esperienza".. Lo stesso Luc Plamondon riconobbe l'insuccesso del musical .
Il DVD e i due CD musicali da esso tratti ottennero invece un discreto successo, così come i singoli da essi tratti; l'album original fu certificato disco d'oro . Nel gennaio 2006 una canzone tratta da questo musical, Salaud, è stata cantata dalla vincitrice dell'edizione '06 di Star Academy, Marie-Mai, che poi incise il brano nel suo primo album Inoxydable. Nel 2010 la stessa canzone figura nell'album tributo a Plamondon dal titolo J'aurais voulu être un artiste… pour pouvoir dire pourquoi j'existe.

## Discografia

### Album
- Cindy: Cendrillon 2002 - l'album original
- Cindy: Cendrillon 2002 - version integrale

### DVD
- Cindy: Cendrillon 2002 - version integrale enregistrée au Palais des congrés de Paris